# Морріган
Мо́рріган («Велична Пані Ворон») — богиня війни в ірландської міфології.

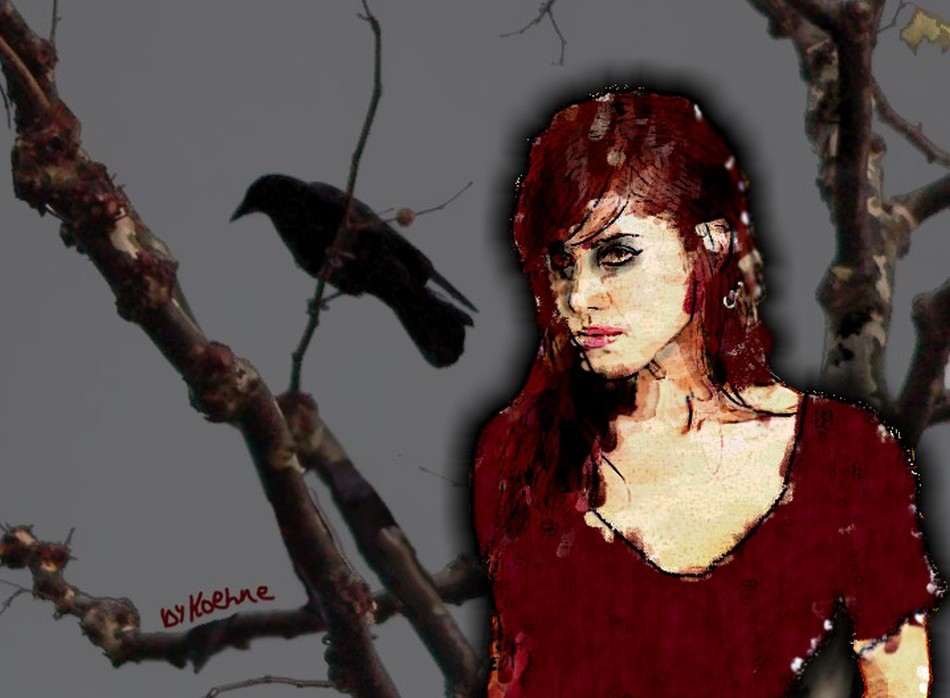
Ворона алегоричний образ богині Морріган

У міфології ірландських кельтів Морріган була однією з ірландських богинь-войовниць. Її можна сприймати і як окреме божество, і як своєрідну Трилику богиню. Сама богиня участі в битвах не брала, але неодмінно була присутня на полі бою і застосовувала всю свою могутність, щоб допомогти тій чи іншій стороні. Як богиня-войовниця вона допомогла богам Туата Де Дананн на полі бою в обох битвах при Маг Туїред.
Морріган також асоціювалася з сексуальним началом і плодючістю; останній аспект дозволяє ототожнювати її з матір'ю-богинею. Крім того, у легендах Морріган приписується дар пророцтва і здатність до заклинань. Її сексуальність підкреслено в легенді про Кухуліна, коли вона намагалася спокусити героя, але була відкинута їм, від чого в її серці спалахнула ревнива ненависть до Кухуліна.
Морріган відома і здатністю змінювати свій вигляд. Так, вона часто приймає образ ворона чи ворони. У день прибуття клану Туатха де Дананн на землю Ірландії Морріган, Бадб і Маха вирішили вдатися до допомоги тих магічних знань, якими вони оволоділи під час перебування в Фініасі, Горіасі, Муріасі і Фаліасі. Вони розсіяли «дощі і густі непроникні тумани друїдів» по всіх землях Ірландії, під впливом яких на людей клану Фір Болг прямо з повітря хлинули вогонь і кров, так що бідним тубільцям довелося три дні і три ночі ховатися в глухих притулках.

## Багатолика богиня війни
В  кельтській міфології часто зустрічається явище потроєння божеств, подібне до  Бригіти (це явище справедливо і для інших міфологій, так триликою (навіть буквально) була Геката). Не оминула така «доля» і богиню війни, оскільки в міфах є згадки про кількох Морріган, з якими дослідники ототожнюють чотирьох богинь війни: саму Морріган («велика королева»), Бадб («шалена») , Немайн («отруйна») і Фі («злісна»). До цього ряду можна додати образ  Махи (персоніфікація битви).
Культ Морріган супроводжувався магічними ритуалами і кривавими обрядами. Зазвичай Морріган зображували одягненою у військові обладунки, у кожній руці вона тримала списа. Її бойовий клич був грізним і гучним як клич десяти тисяч воїнів. Іноді поставала у вигляді велелюбної красуні в довгих зелених шатах, яка надихає героїв на подвиги, допомагає їм, і за допомогою своїх чар визначає результат битви. Крім цього, звичайного для богині, вигляду вона набувала вигляду ворони, вугра, водоростей, вовчиці, червоної телиці (корови), покаліченої старої і була в образі чорнявої діви, що стояла однією ногою на правому березі річки, а другою — на лівому.

## Морріган й інші Туата Де Дананн та герої

### Нуаду
Вночі, перед битвою з Фір Болг, королю  туатів Нуаду з'явилася таємнича красуня, що розділила з ним ложе. Перед тим, як покинути коханця, незнайомка розпалила в короля справжню лють воїна, а сама перетворилась на ворону і облетіла поле битви. Нуаду зрозумів, що це була сама Морріган.

### Дагда
Перед другою битвою туатів при  Маг Туїред, з  фоморами, Морріган з'явилась перед Дагда, як перед Нуаду. Богиня пообіцяла, що застосує свої чари проти короля фоморів, Індеха, «висушив кров у його серці і віднявши нирки доблесті», тому, коли нещасний з'явився на полі бою, він вже був приречений. Під час битви, богиня підбадьорювала туатів, підіймаючи їх моральний дух.

### Кухулін
Далі Морріган з'являється в сагах уладского циклу, пов'язаних з таким героєм як Кухулін. Вона постала перед герєм як юна чорнява дівчина на колісниці, одягнена в барвистий плащ і зелену сукню, і запропонувала свою любов і допомогу у війнах. Але Кухулін відкинув цю пропозицію, заявивши, що від воєн він втомився, а з жінками не бажає мати справи. «Тоді погано тобі буде, коли будеш мати справу з чоловіками», — відповіла незнайомка. Потім вона зникла, а на її місці з'явилася ворони, що каркали. Тоді герой зрозумів, з ким мав справу.
Згодом, богиня всіляко заважала Кухуліну в битвах: один раз, наприклад, вона перетволрилась у вугра і обвилася навколо ніг героя. Але герою вдавалося щоразу поранити Морріган. Кінець-кінцем він якось зустрів покалічену стару, що доїла корову з трьома грудьми. Кухулін попросив у доярки молока, і та дала три порції молока, взятого від кожного з перс. Щоразу він дякував стару за нову порцію напою, а у старої жінки від цього щезали каліцтва. Це була Морріган, вилікувана таким чином від трьох каліцтв, які Кухулін завдав Морріган у сутичках. Відтоді богиня і герой стали нерозлучними.

## Паралелі
Як зазначає Юліус Еволла, у багатьох  епічних творах герої так чи інакше пов'язані з жінками, чи то «дами серця», що надихають чоловіка на подвиги, чи таємничі жіночі фігури, на кшталт  валькірій, які були своєрідним «містичним» доповненням героя, «образами трансцендентних рівнів самих воїнів, силами їх долі та їх перемоги». Вочевидь, Морріган відіграє роль саме такої жіночої фігури, яка не б'ється сама, а діє магічним шляхом. Її здатність викликати бойову лють, як у випадку з Нуада, або «висушувати кров», тобто відбирати життєві сили й енергію, піднімати моральний дух, вказує на її зв'язок з  психікою воїнів, тому неважко розпізнати в Морріган, як душу героїв.